# Präponderanz
Der Begriff Präponderanz kommt aus dem Lateinischen und heißt so viel wie Übergewicht oder Vorherrschaft (einer dominierenden Macht). Das Wort „Präponderanz“ wird oft im Zusammenhang mit einem Staat oder einer Nation verwendet (Verb: präponderieren). Zudem findet es auch Verwendung im Zusammenhang mit der Steuerberechnung, etwa bei der Unterscheidung von Geschäfts- und Privatvermögen bei Personengesellschaften in der Schweiz.